# Z18 Hans Lüdemann
Z18 Hans Lüdemann – niemiecki niszczyciel z okresu  II wojny światowej, typu 1936 (Diether von Roeder), zatopiony w 1940 w bitwie pod Narwikiem.

## Budowa
Zamówiony wraz z innymi okrętami tego typu 6 stycznia 1936, położenie stępki – 9 września 1936, wodowanie – 1 grudnia 1937, wejście do służby – 8 października 1938. Zbudowany w stoczni Deschimag AG w Bremie (numer stoczniowy W921). W systemie oznaczeń niemieckich niszczycieli miał przydzielony numer Z18 (rzadko używany w oficjalnych dokumentach), przed wojną nosił numer burtowy 53. Budowa kosztowała 12,87 mln Reichsmark.
Nazwę nadano mu na cześć niemieckiego głównego mechanika floty, poległego przy wybuchu kotła na niszczycielu S148 14 maja 1913.

## Służba
Po wybuchu II wojny światowej działał na Morzu Północnym i w Cieśninach Duńskich. 3-4 i 5-6 września 1939 stawiał obronne zagrody minowe koło wybrzeży Niemiec. Uczestniczył następnie w dwóch nocnych operacjach stawiania zagród minowych na wodach angielskich, 17/18 października 1939 w ujściu rzeki Humber (wraz z niszczycielami „Karl Galster”, „Friedrich Eckoldt”, „Diether von Roeder”, „Wilhelm Heidkamp” i „Hermann Künne”) i 12/13 listopada 1939 u ujścia Tamizy (z niszczycielami „Karl Galster”, „Wilhelm Heidkamp” i „Hermann Künne”). od grudnia 1939 do marca 1940 był remontowany w Szczecinie. 
Wziął następnie udział w inwazji na Norwegię (operacji Weserübung), w grupie zajmującej Narwik, przewożąc tam 200 strzelców górskich. 8 kwietnia natknął się po drodze na niszczyciel brytyjski „Glowworm”, zatopiony później przez krążownik „Admiral Hipper”. Wraz z niszczycielem „Anton Schmitt” wysadził desant w północnej części fiordu w rejonie Ramnes, w celu ataku na domniemane baterie nadbrzeżne, których jednak okazało się tam nie być, po czym niszczyciele przetransportowały żołnierzy do Narwiku. 
10 kwietnia 1940 podczas bitwy pod Narwikiem został lekko uszkodzony artylerią brytyjskich niszczyciele w przystani w Narwiku (uszkodzono ster i działo dziobowe, 2 zabitych). Uszkodzenia usunięto następnego dnia. 
13 kwietnia 1940 wziął udział w walkach z brytyjskimi niszczycielami w Ofotfiordzie podczas drugiego starcia pod Narwikiem, po czym wycofał się do wąskiego Rombakenfjordu. Zaatakował tam torpedami (wraz z „Z2 Georg Thiele”) brytyjski niszczyciel „Eskimo”, lecz torpedy „Lüdemanna” chybiły. Trafił on następnie pod ostrzał niszczycieli „Forester”, „Hero” i „Bedouin”. Z powodu braku amunicji i możliwości odwrotu, „Lüdemann” został przygotowany do samozatopienia przez załogę w głębi fiordu, przy brzegu, na pozycji 68°25′N 17°54′E/68,416667 17,900000. Ładunki wybuchowe spowodowały jednak niewielkie zniszczenia i opuszczony okręt utrzymywał się na wodzie, po czym został przejściowo opanowany przez Brytyjczyków. Na skutek jego uszkodzeń zrezygnowali oni jednak z planów uratowania okrętu i dobili go torpedą niszczyciela HMS „Hero” ok. godziny 17. Okręt następnie przełamał się na dwie części. 
Historia konstrukcji i opis okrętu - w opisie niszczycieli Typu 1936.
Dowódcy:
- kmdr ppor (Korvettenkapitän) Friedrichs: 8 października 1938 – 13 kwietnia 1940

## Dane techniczne
- wyporność:
  - standardowa: 2411 t
  - pełna: 3415 t
- wymiary:
  - długość: 123 m
  - długość na linii wodnej: 120 m
  - szerokość: 11,8 m
  - zanurzenie: 4,3 m
- napęd: 2 turbiny parowe o mocy łącznej 70 000 KM, 6 kotłów parowych Wagnera (ciśnienie robocze 70 at), 2 śruby
- prędkość maksymalna: 38 w
- zasięg: 2020 mil morskich przy prędkości 19 w
- zapas paliwa: 787 t mazutu
- załoga: 323

Uzbrojenie i wyposażenie: 
- 5 dział kalibru 128 mm (nominalnie 12,7 cm) SK C/34 w pojedynczych stanowiskach, osłoniętych maskami (5xI)
  - długość lufy L/45 (45 kalibrów), donośność maksymalna 17.400 m, kąt podniesienia +30°, masa pocisku 28 kg, zapas amunicji - 120 na działo
- 4 działka przeciwlotnicze 37 mm SK C/30, półautomatyczne, podwójnie sprzężone na podstawach LC/30 (2xII)
- 6 działek przeciwlotniczych 20 mm (6xI)
- 8 wyrzutni torpedowych 533 mm (2xIV), 12-16 torped
- 18 bomb głębinowych (zrzutnia bg)
- możliwość zabrania 60 min morskich

- szumonamiernik GHG
- system kierowania ogniem artylerii głównej: dwa 4-metrowe dalmierze stereoskopowe (na nadbudówce dziobowej i śródokręciu), centrala artyleryjska C34/Z